# Ивичеста риба морски охлюв
Liparis liparis е вид лъчеперка от семейство Liparidae. Видът не е застрашен от изчезване.

## Разпространение и местообитание
Разпространен е в Белгия, Великобритания (Северна Ирландия), Германия, Гърнси, Дания, Джърси, Естония, Ирландия, Исландия, Латвия, Литва, Нидерландия, Норвегия, Оландски острови, Полша, Русия (Европейска част на Русия и Калининград), Свалбард и Ян Майен, Финландия, Франция и Швеция.
Обитава крайбрежията и пясъчните дъна на океани и морета. Среща се на дълбочина от 9 до 182 m, при температура на водата от 3,8 до 11,4 °C и соленост 34,4 ‰.

## Описание
На дължина достигат до 15 cm.